# Westfriedhof (Aachen)

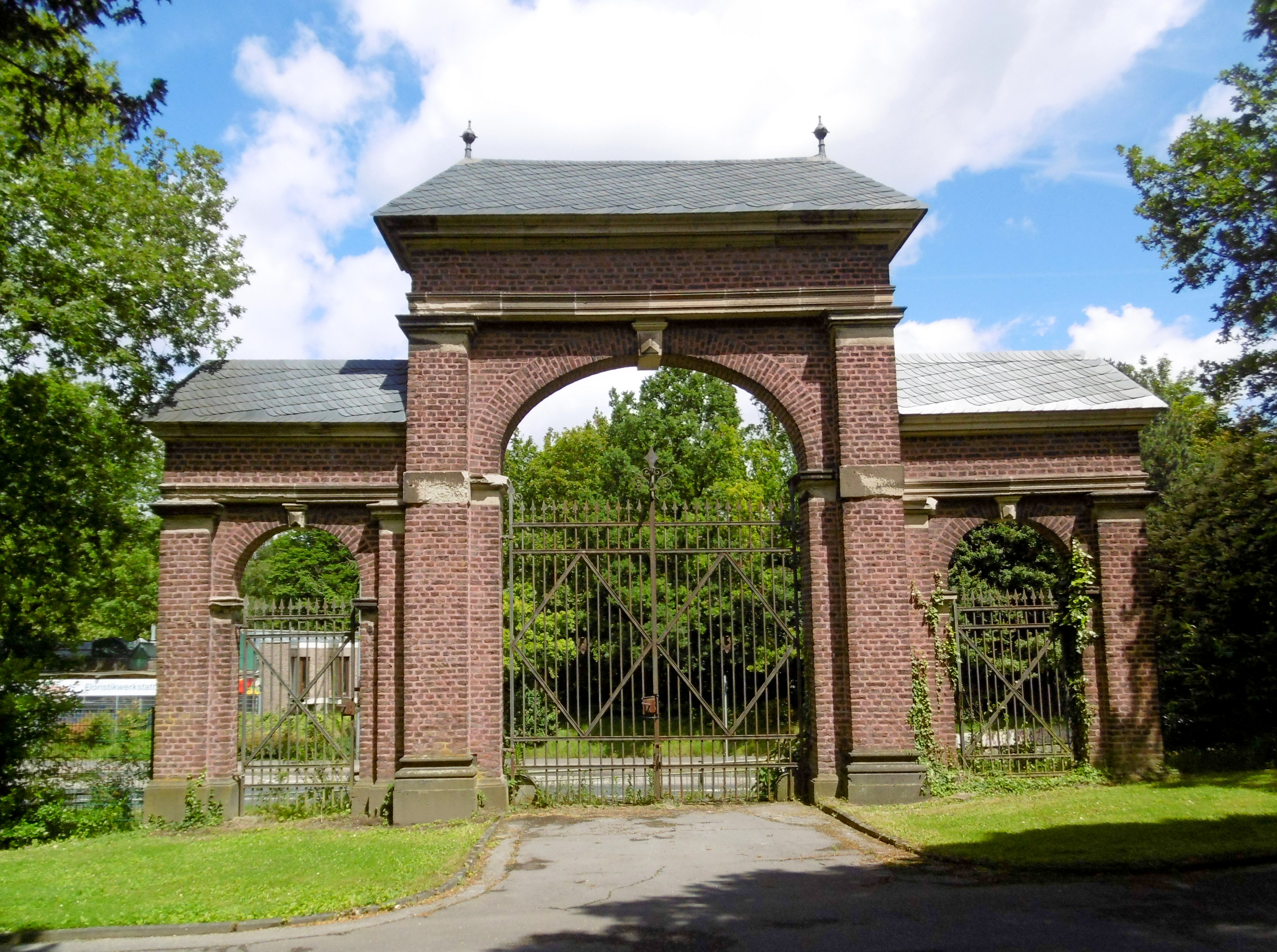
Alter Haupteingang Westfriedhof I (Rückseite)

Der Aachener Westfriedhof ist eine Begräbnisstätte im Westen der Stadt Aachen, die 1889/90 als konfessionell getrennte Anlage beidseitig der Ausfallstraße von Aachen nach Maastricht etwa einen Kilometer vor der niederländischen Grenze eingerichtet wurde. Beide Teile des Friedhofes mit einer Gesamtgröße von 279.000 m² werden unter der gemeinsamen Postadresse Vaalser Straße 334 in Aachen geführt und sind durch eine Straßenüberführung miteinander verbunden.

## Geschichte

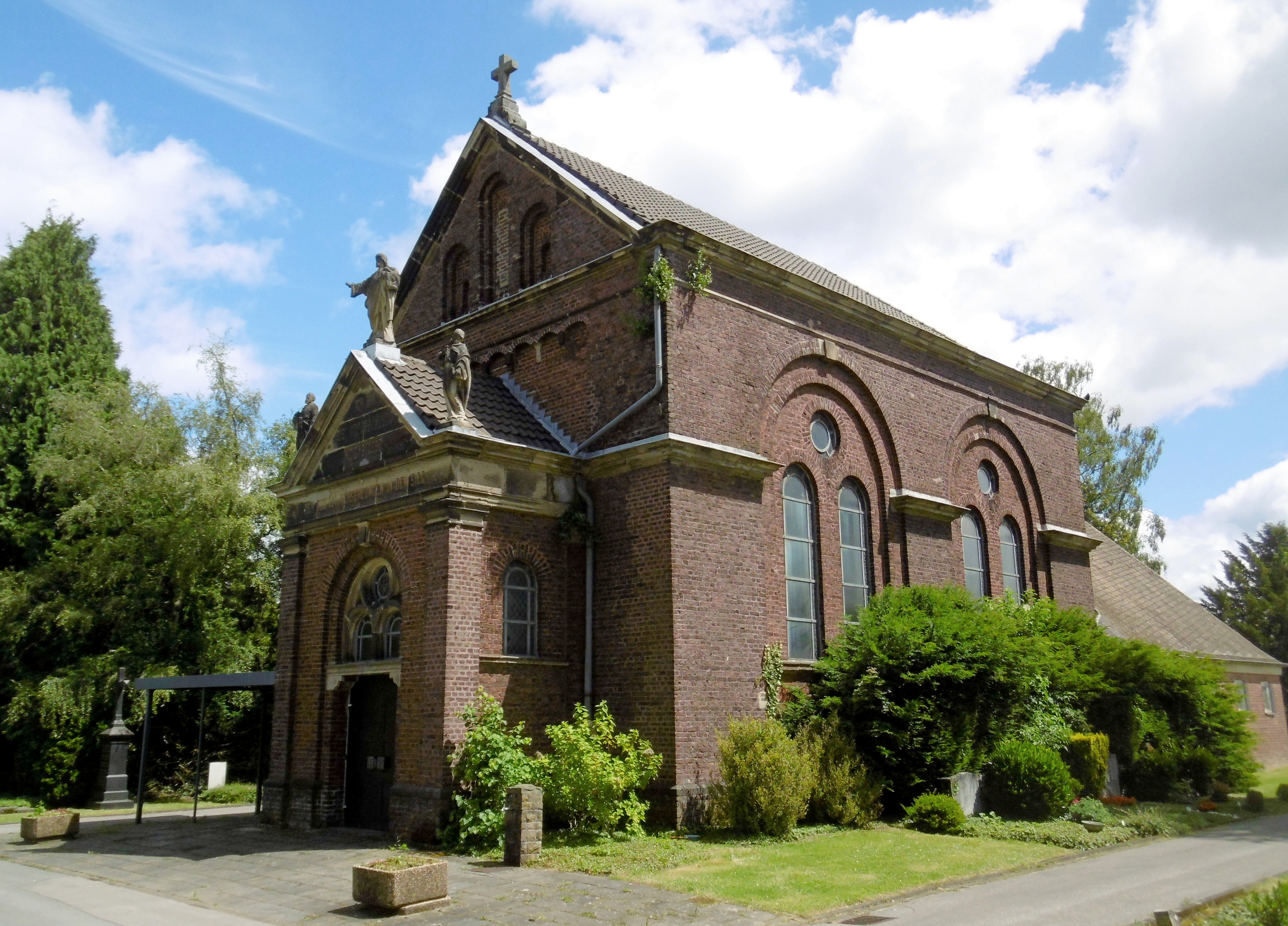
Trauerhalle Westfriedhof I

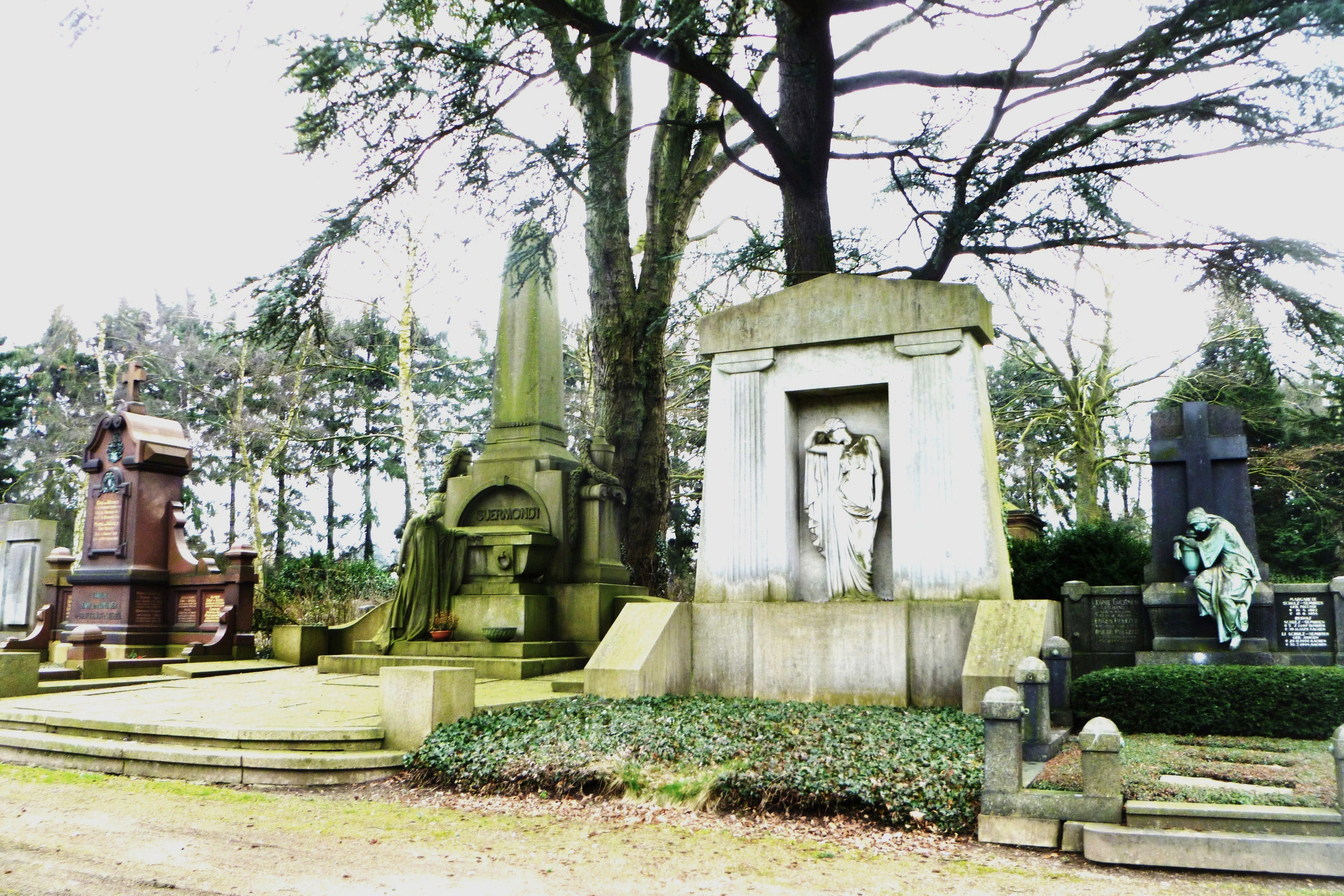
Industriellengrabstätten der Fam. von Wedel, Suermondt, Cockerill, Lochner

Im 19. Jahrhundert existierten für die Bewohner der Stadt Aachen lediglich zwei Friedhöfe, zum einen der 1803 errichtete  Aachener Ostfriedhof für die katholischen und der bereits seit 1605 belegte Friedhof Güldenplan auf dem Gebiet des späteren Aachener Stadtgarten für die evangelischen Bürger.
Die Platznöte für Beerdigungsfluren der Stadt Aachen im weiteren Verlauf des 19. Jahrhunderts führten dazu, dass die Stadt ein großes Grundstück an der Vaalser Straße von der Gemeinde Laurensberg erwarb, um hier einen neuen Friedhof einzurichten. Zunächst wurde dann die südlich des Verlaufs der Vaalser Straße als Westfriedhof I bezeichnete Anlage mit einer heutigen Größe von etwas mehr als 62.000 m² für die evangelischen Bürger eingerichtet und ab dem 4. Januar 1889 belegt. Einige der ersten und bedeutenden Gräber sowie die dort errichtete Friedhofskapelle im Stil der Neo-Renaissance stehen heute unter Denkmalschutz. Zeitgleich wurde der alte evangelische Friedhof Güldenplan nicht mehr belegt.
Nur ein Jahr später, am 1. Mai 1890, begann dann die Belegung des nördlich des Straßenverlaufs angelegten und fast 217.000 m² großen Friedhofs für die Katholiken, der dann als Westfriedhof II bezeichnet wurde. Während der Aachener Ostfriedhof anfangs den Aachener Pfarren St. Adalbert, St. Peter und St. Foillan vorbehalten blieb, diente der neue Westfriedhof II allen übrigen Pfarren.

## Besonderheiten
Zu den Besonderheiten der Anlage zählen die am Ostrand des Westfriedhofs II erbaute Klosterkirche der Kapuziner und der zentral errichtete Campo Santo (italienisch = heiliges Feld). Darüber hinaus wurde hier eine Gedenkstätte für die Zwangsarbeiter des Zweiten Weltkrieges sowie eine für Sternenkinder und frühverstorbene Kinder auf dem gegenüber liegenden Westfriedhof I eingerichtet.

### Klosterkirche St. Franziskus

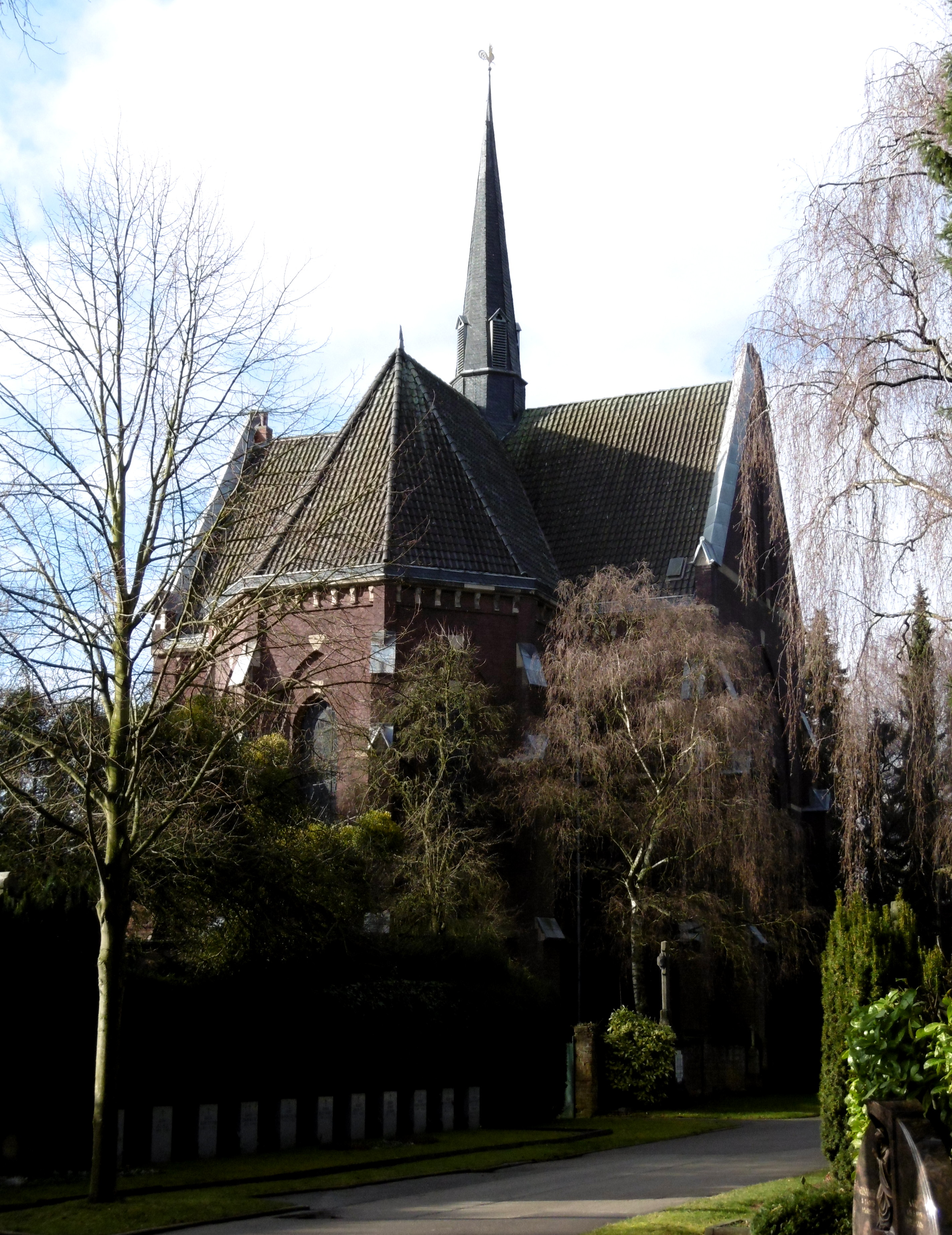
St. Franziskus

Die 1893 im neugotischen Stil fertiggestellte Klosterkirche der Kapuziner, wurde 1896 konsekriert und dem heiligen St. Franziskus geweiht. Die zuständigen Patres übernahmen zwar keine seelsorgerischen Aufgaben, boten aber Gottesdienste für die näheren Ortsteile an. Der Klosterkirche, die sich zwischenzeitlich im Besitz der Stadt Aachen befand und vom Bistum Aachen angemietet worden war, drohte zu Beginn des 21. Jahrhunderts die Umwidmung in ein Kolumbarium, konnte aber der Aachener Pfarre St. Michael angegliedert und somit – vorerst – noch aufrechterhalten werden. Derzeit ist dort die Orthodoxe Fraternität in Deutschland mit einem Gemeindepriester vertreten.

### Campo Santo

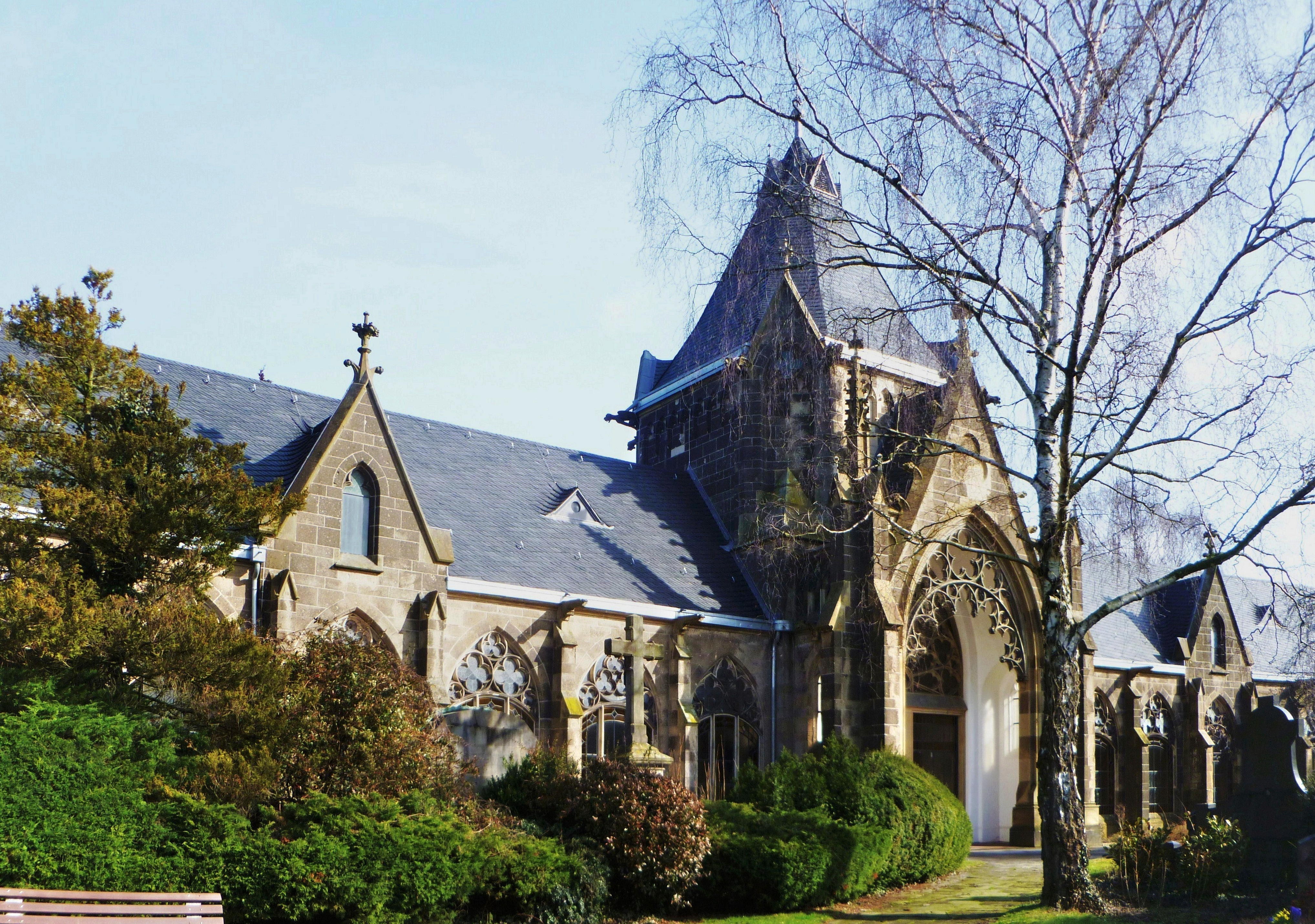
Campo Santo

Mitten auf diesem Friedhof legte man auf Initiative des Aachener Zentrumspolitikers Joseph Lingens und nach Plänen des Stadtbaumeisters Joseph Laurent zwischen 1899 und 1905 den Campo Santo an, eine seltene neugotische Grufthalle, die heute unter Denkmalschutz steht. Diese Anlage ist einzigartig im Rheinland und in ihrer Form ebenso in ganz Deutschland.
Der Bau besteht aus einem 24 Meter hohen turmartigen Mittelbau und vier Seitenflügeln mit einer Gesamtlänge von 62 Metern. Das Innere des Gebäudes ist im Jugendstil gehalten und in den einzelnen Trakten befinden sich insgesamt 38 größtenteils künstlerisch gestaltete Grüfte mit je acht Grabzellen im Boden. Die Anlage beeindruckt durch ihre Gestaltung von schlichter Wandbemalung bis zu kunstvoll gearbeiteten Mosaiken und aufwendigen Skulpturen. Bekannte Bildhauer wie beispielsweise Carl Burger und Lambert Piedboeuf sowie die in einer Gemeinschaftswerkstatt tätigen Wilhelm Pohl und Carl Esser sind hier mit bedeutenden sakralen Kunstwerken vertreten.
In dieser Anlage spiegelt sich anhand der Namen von bedeutenden Industriellen, Politikern und Geistlichen, die hier bestattet sind und einst die Stadt Aachen geprägt haben, ein wesentliches Stück der neueren Aachener Stadtgeschichte.

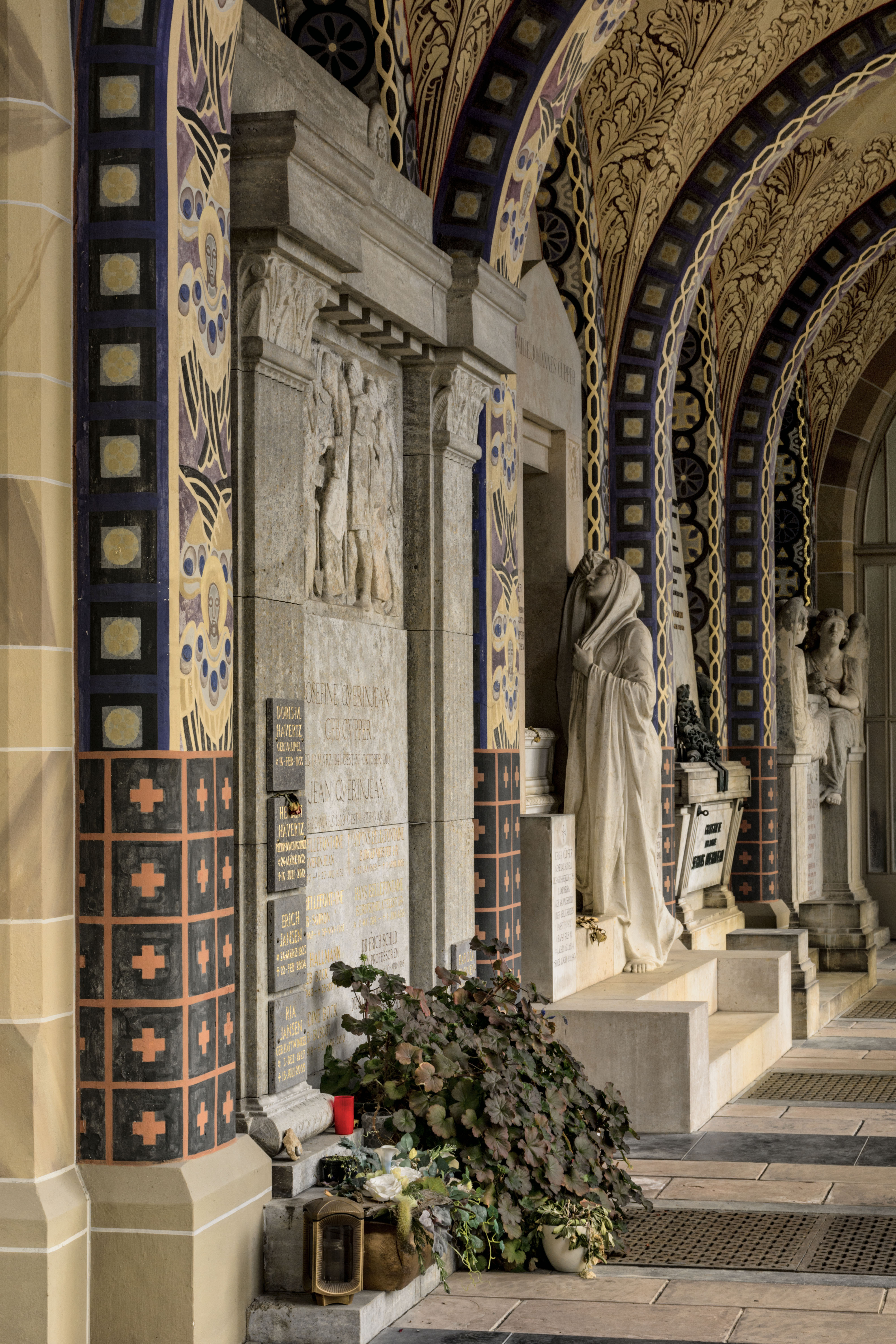
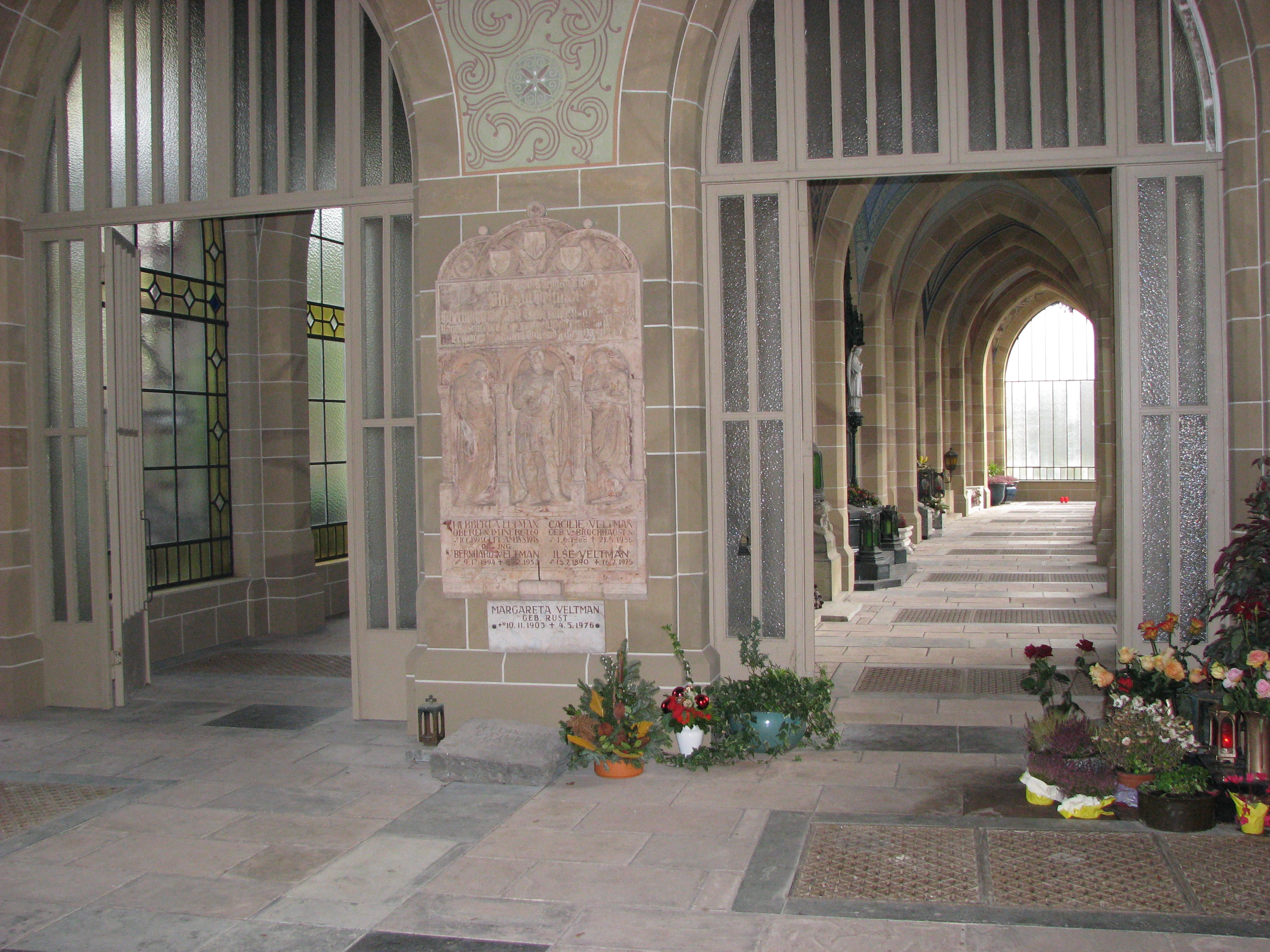
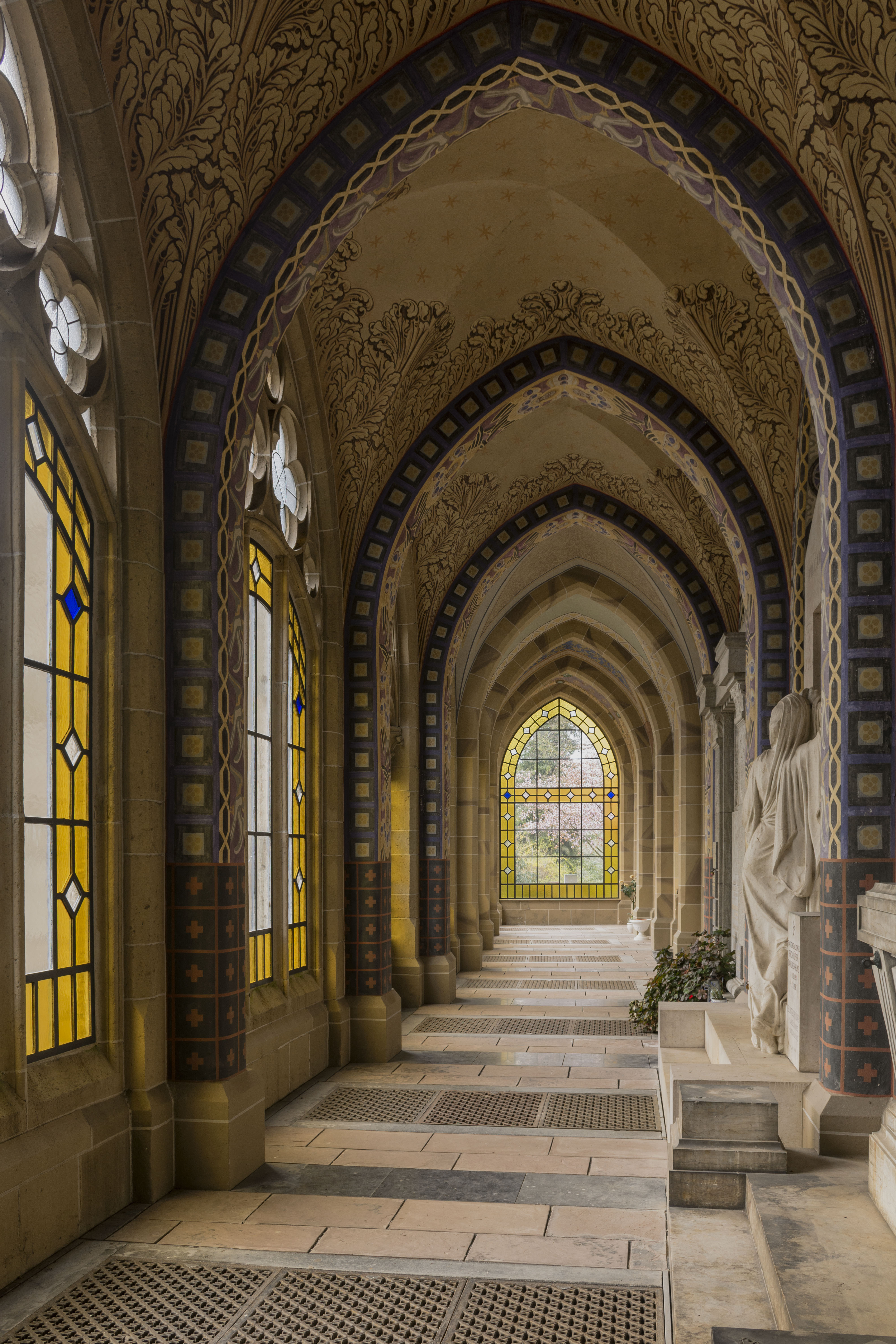

### Gedenkstätte für Zwangsarbeiter

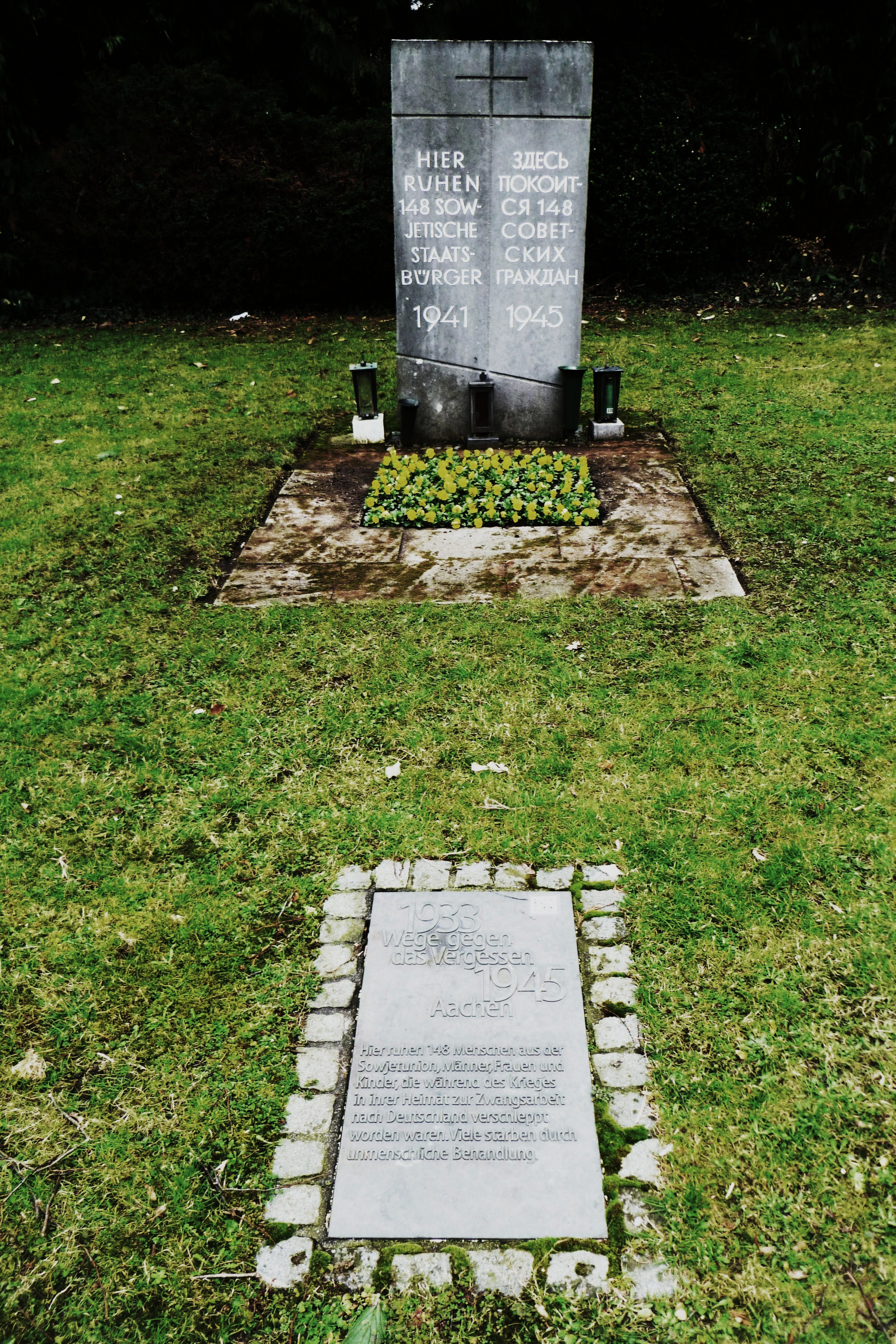
Gedenktafel für die verstorbenen russischen Zwangsarbeiter

Ein Gedenkstein auf dem Friedhofsgelände sowie eine Gedenktafel des Projektes Wege gegen das Vergessen erinnern an 148 dort begrabene sowjetische Zwangsarbeiter. Bei diesen handelt es sich um einen geringen Anteil der circa 2500 in Aachen eingesetzten Zwangsarbeiter. Ab 1942 waren diese in einem großen Sammellager am Grünen Weg sowie in einer Reihe kleinerer Lager auf dem jeweiligen Betriebsgelände größerer Aachener Firmen untergebracht gewesen.
Die Behandlung der Zwangsarbeiter in den verschiedenen Firmen war unterschiedlich. In einigen wurden sie von der Belegschaft in Patenschaft genommen und zum Beispiel aus eigenen Beständen mit Lebensmitteln versorgt. In anderen Firmen durften sie bei Bombenangriffen nicht einmal die Unterstände aufsuchen. 
Über das jeweilige Schicksal der einzelnen Toten, die auf dem Westfriedhof ruhen, ist wenig bekannt. Das Sterbedatum deutet bei einigen auf die Einwirkung der alliierten Bombenangriffe von August 1944 hin. Bei anderen wird vermutet, dass sie an den Folgen der Zwangsarbeit in Aachen starben.

Auf der Gedenktafel ist diesbezüglich vermerkt: 

„Hier ruhen 148 Menschen aus der Sowjetunion, Männer, Frauen und Kinder, die während des Krieges in ihrer Heimat zur Zwangsarbeit nach Deutschland verschleppt worden waren. Viele starben durch unmenschliche Behandlung.“

### Gedenkstätte für Sternenkinder und früh verstorbene Kinder

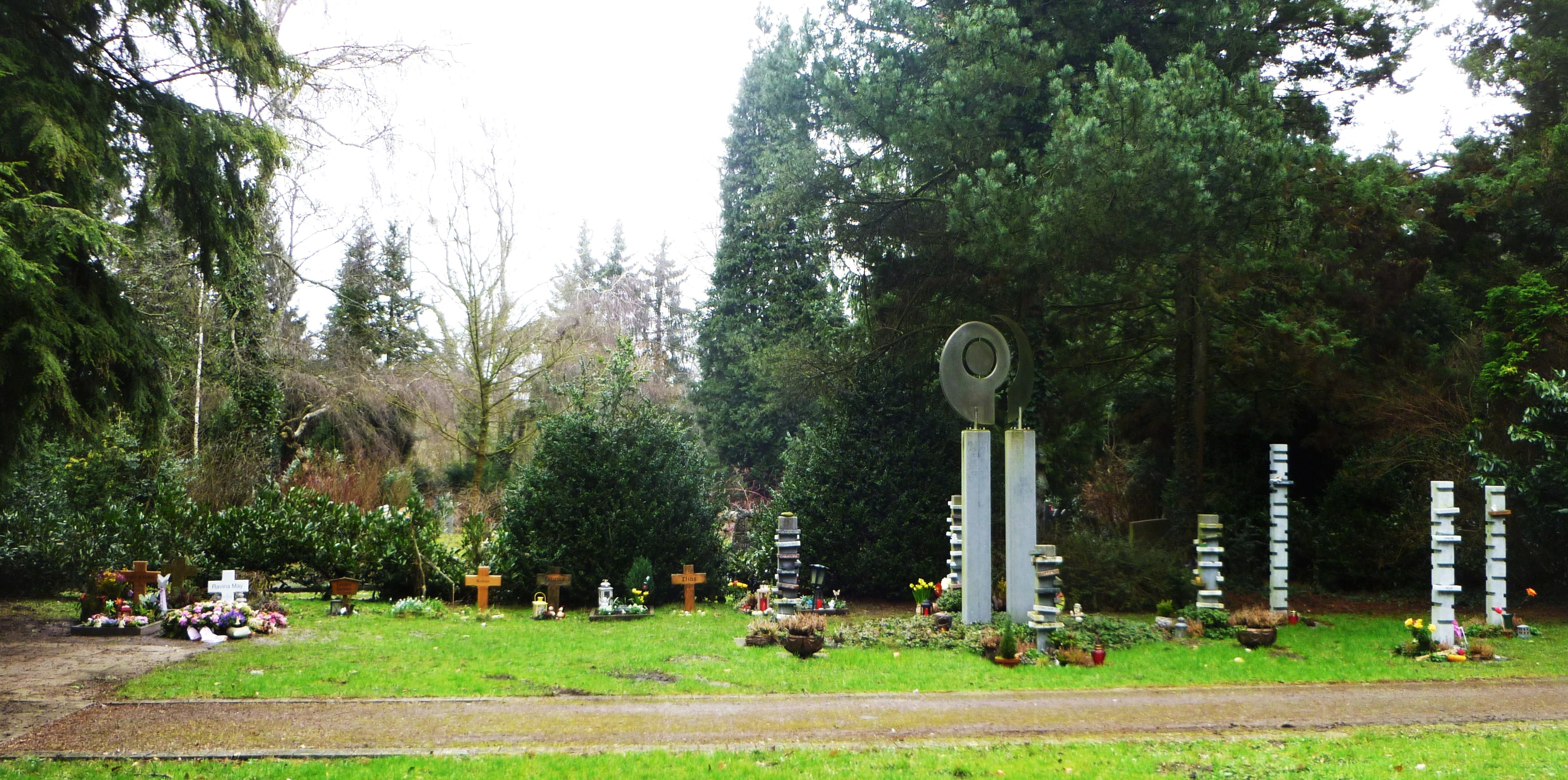
Gedenkstätte für Tot- und Frühgeborene

In den Jahren 2003/2004 wurde auf dem Westfriedhof I eine Gedenkstätte für Sternenkinder und früh verstorbene Kinder eingerichtet. Ab dem Jahre 2003 waren es zunächst die Sternenkinder, denen mit einer freiwilligen von der Klinikseelsorge des Universitätsklinikum Aachens organisierten Verabschiedung bzw. Beisetzung gedacht wurde. Für diese Kinder, die tot zur Welt kommen und weniger als 500 Gramm wiegen, gibt es in Nordrhein-Westfalen eigentlich keine Bestattungspflicht. 
Seit Mai 2004 gibt es darüber hinaus eine Gedenkstätte für früh verstorbene, fehl- und totgeborene Kinder, insbesondere für nicht bestattete Kinder; ebenso für Kinder, deren Gräber weit entfernt sind sowie für Kinder, deren Grabstätte bereits aufgelöst wurde. Die Gedenkstätte besteht aus einem zentralen Gedenkstein des Aachener Steinmetz Andreas Radermacher und weiteren Einzelstelen, an denen es den Eltern ermöglicht wird, mit Namen gravierte Gedenktafeln anzubringen.

## Grabstätten (Auswahl)

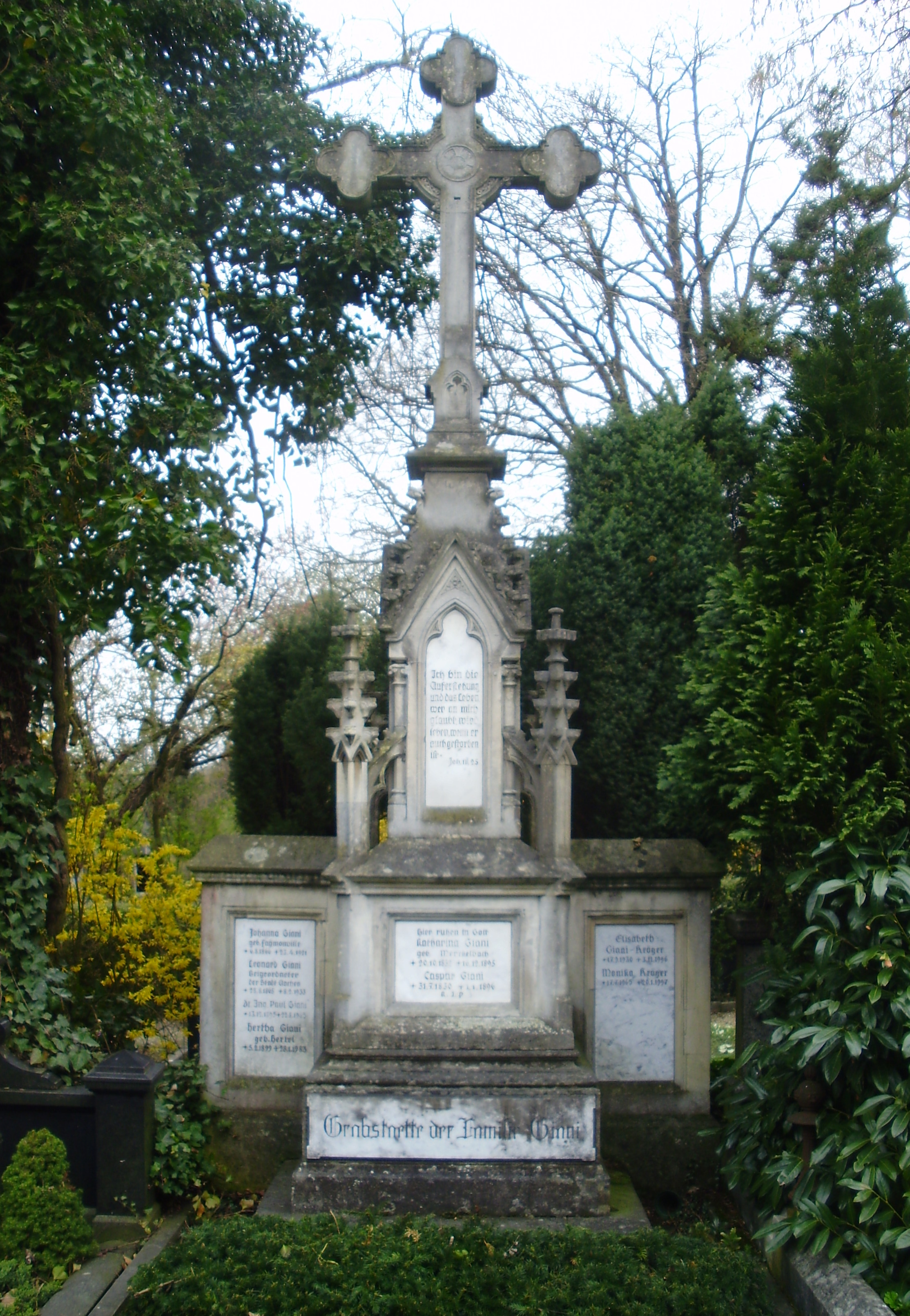
Grabstätte Caspar Giani

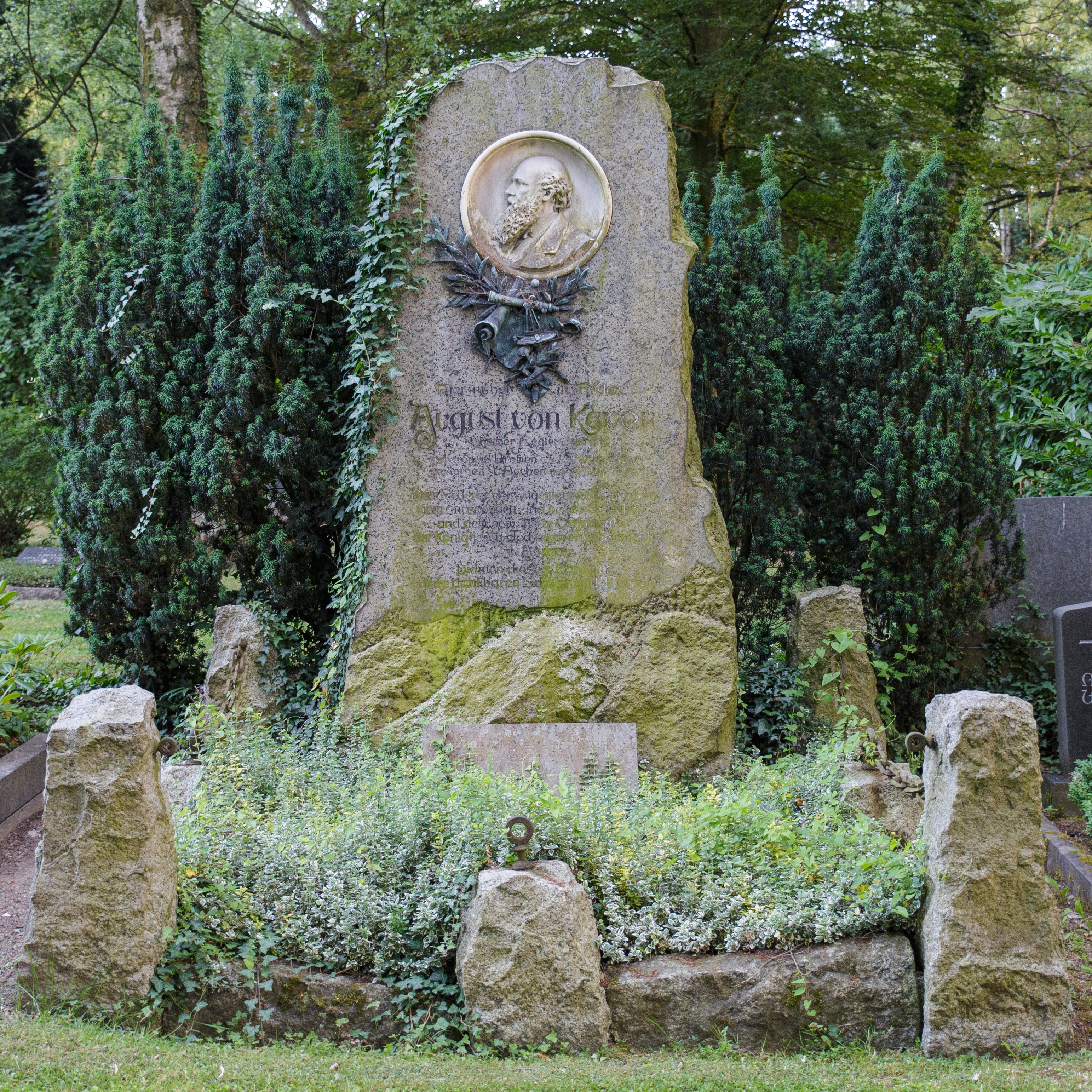
Grabstätte August von Kaven; Bildhauer Karl Krauß

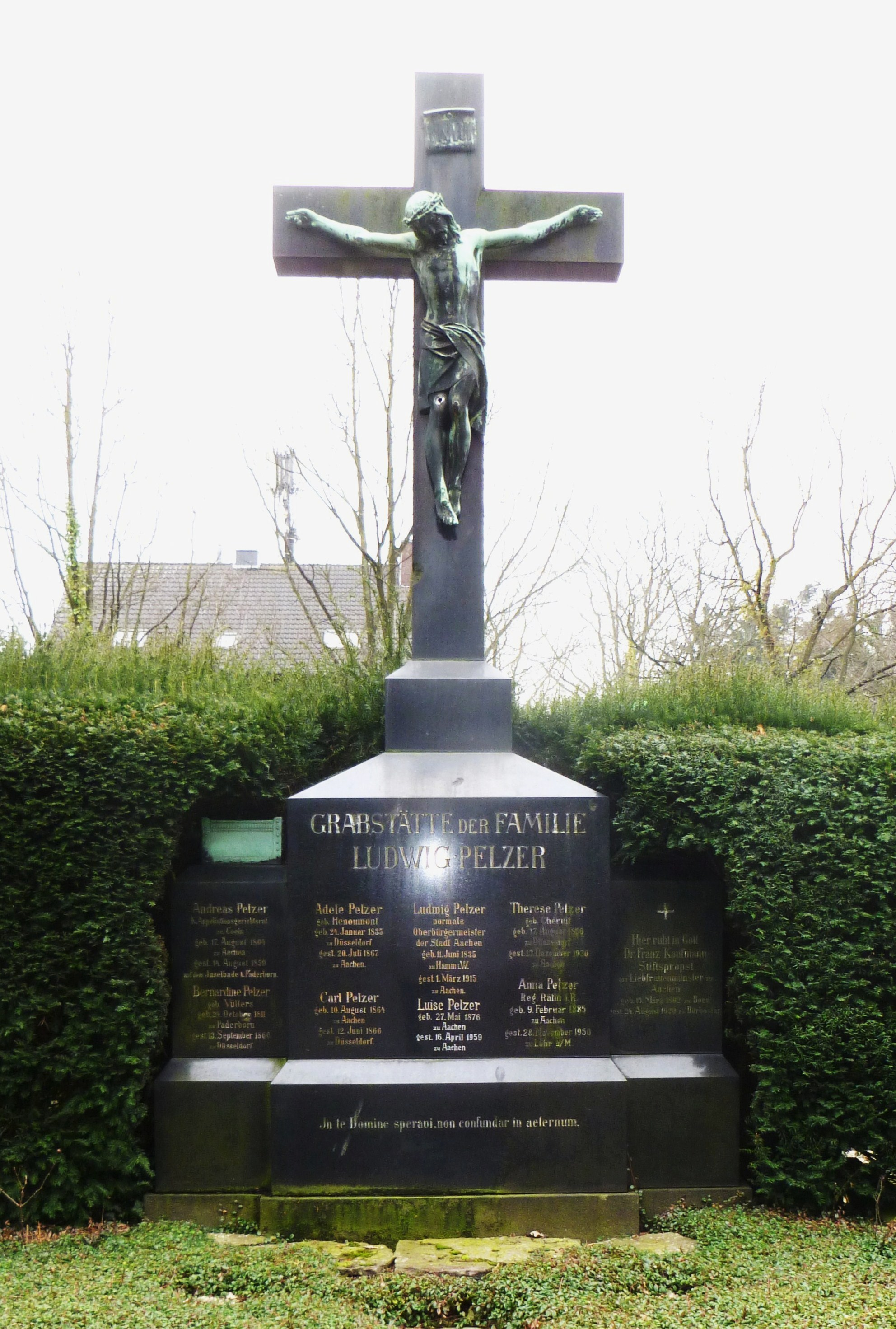
Grabstätte Ludwig Pelzer

- Franz Bock, Aachener Kanonikus und Kunsthistoriker
- Joseph Buchkremer, Aachener Dombaumeister
- Stephan Buchkremer, Gründer der Aachener Domwache
- Philipp Heinrich Cockerill, Großindustrieller und Mäzen
- Helmut A. Crous, Aachener Journalist, Archivar und Kunstsammler
- Carl Delius, Aachener Textilfabrikant
- Johannes von den Driesch, Ministerialbeamter und Hochschullehrer
- Fritz Eller, deutsch-österreichischer Architekt
- Ulrich Fellmann, deutscher Bibliothekar
- Jürgen Freiherr von Funck, Verwaltungsbeamter und preußischer Landrat
- Caspar Giani, Aachener Kaufmann
- Leonhard Giani, Aachener Kaufmann und Kommunalpolitiker
- Robert (Oskar Julius) von Görschen, Justiziar der AachenMünchener
- Robert Walter Ernst Richard von Görschen, preußischer Regierungsvizepräsident von Aachen
- Ernst Günther Grimme, Kunsthistoriker und Aachener Museumsdirektor
- Robert Grünzig, Aachener Bauunternehmer
- Anton Grunwald, Gewerkschaftsfunktionär sowie Kommunalpolitiker und Bürgermeister von Aachen
- Rolf Haase, Physikochemiker und Hochschullehrer
- Karl von Hammacher, Polizeipräsident in Aachen
- Hans Hammer, Ingenieur und Chemiker
- John Haniel, Grubenbesitzer, Politiker und preußischer Landrat
- Karl Heusch, Mediziner
- Friedrich Honigmann, Bergwerksunternehmer
- Moritz Honigmann, Chemiker und Unternehmer
- Klaus Iserlohe, Bildhauer der sakralen Kunst
- Hein Janssen, Kupferschmied und Mundartdichter
- August von Kaven, Direktor des Aachener Polytechnikums, der späteren RWTH Aachen
- Julius Talbot Keller, Jurist, Landwirt und Lyriker
- Hans-Jürgen Klink, Geograf und Landschaftsökologe
- Gerta Krabbel,  Historikerin und Schriftstellerin von christlicher Literatur
- Thomas R. Kraus, Historiker und Archivdirektor des Stadtarchivs Aachen
- Anton Kurze, Oberstadtdirektor der Stadt Aachen.
- Joseph Lingens, Zentrumspolitiker und Reichstagsabgeordneter
- Emil Lochner, Aachener Tuchfabrikant
- Rudolf Lochner der Ältere, Aachener Tuchfabrikant
- Josef Meixner, Physiker und Hochschullehrer
- Ewald Mies, Steinmetz und Bruder des Architekten Ludwig Mies van der Rohe.
- Algirdas Milleris, Fotokünstler
- Walter Mengler, Cellist und Musikpädagoge
- Hannes Messemer, Schauspieler und Hörspielsprecher
- Karl Mienes, Kunststoffchemiker und -techniker
- Leonard Monheim, Aachener Kaufmann und Gründer der Leonard Monheim AG
- Felix von der Mosel, Jurist und Landrat
- Ernst Nusselein, römisch-katholischer Geistlicher
- Gottfried Pastor, Aachener Wollfabrikant und Geheimer Kommerzienrat
- Ludwig Pelzer, Oberbürgermeister der Stadt Aachen
- Jost Pfeiffer, Aachener Kommunalpolitiker und Ehrenbürger der Stadt Aachen
- Kurt Pfeiffer, Aachener Textilkaufmann, Stadtkämmerer und Mitinitiator des Karlspreises der Stadt Aachen
- Leopold Karl Pick  Maschinenbauingenieur und Privatdozent an der RWTH Aachen
- Otto H. Poensgen, Wirtschaftswissenschaftler
- Rudolf Püngeler, Amtsgerichtsrat und Lepidopterologe
- Carl Rhoen, Aachener Bauunternehmer und Publizist
- Helmuth Schepp, Bildhauer und Hochschullehrer
- Albert Schiffers, Speditionsunternehmer
- Heinrich Schiffers, Archivar
- Erich Schild, Architekt und Hochschullehrer
- Ingeborg Schild, Bauhistorikerin
- Martin Schmeißer, Chemiker und ehemaliger Rektor der RWTH Aachen
- Claus Scholl, Rechtswissenschaftler
- Alfons Schwarz, Politiker und Staatssekretär
- Albert Servais, Oberstadtdirektor von Aachen und Zentrums-Politiker
- Edmund Sinn, Aachener Unternehmer und CDU-Politiker
- Josef Sinn, Aachener Kaufmann und Zentrums-Politiker
- Barthold Suermondt, Aachener-Lütticher Unternehmer, Bankier, Kunstsammler und Mäzen
- Edwin Suermondt, Jurist, Kunsthistoriker und Kunstsammler
- Henry Suermondt, Unternehmer, Rittergutsbesitzer und Herrenreiter
- Otto Suermondt, Aachener Herrenreiter
- Robert Suermondt, Aachener Privatbankier
- Philipp Veltman, Aachener Oberbürgermeister
- Gustav Angelo Venth, Aachener Bildhauer und Gewerbelehrer
- Erika Vonhoff, Bildhauerin
- Hans Wertz, Verwaltungsbeamter und Politiker